# 第五代阿伯康公爵詹姆斯·漢密爾頓
第五代阿伯康公爵詹姆斯·漢密爾頓 KG（1934年7月4日—）是一名英國貴族及政治家，曾出任國會議員和宮內大臣等職務。其父於1979年6月逝世後，他便承襲了愛爾蘭貴族爵位中的阿伯康公爵爵位。他是第四代公爵詹姆斯·漢密爾頓與公爵夫人凱瑟琳·克里頓的兒子。

## 生平
詹姆斯·漢密爾頓曾先後就讀於伊頓公學和皇家農業學院。1953年，他以「詹姆斯·佩斯利勳爵」身份獲任命為擲彈兵衛隊的少尉，並於1955年獲擢升為中尉。他在翌年從擲彈兵衛隊退役，並加入了英國陸軍預備役。
1964年，時為漢密爾頓侯爵的詹姆斯接替退休的羅伯特·格羅夫納勳爵（後為威斯敏斯特公爵），以阿爾斯特統一黨籍身份在弗馬納和南蒂龍選區獲選為國會議員。他在1966年國會選舉中成功保住了議席，但在1970年國會選舉中於同一選區以1,423票之差輸給了團結黨候選人弗蘭克·麥克馬納斯。
詹姆斯在1970年獲任命為蒂龍郡郡長。他於1974年加入了阿爾斯特防衛團，其後於1980年退出了防衛團並轉為英國陸軍志願後備隊成員。他在1986年至2009年間曾擔任蒂龍郡郡尉一職，後於1999年獲頒嘉德勳章並為嘉德勳章騎士團成員。在2000年至2008年間，公爵獲指派至愛爾蘭衛隊擔任上校。他在2001年起擔任宮內大臣，並於2009年卸職。
公爵擁有逾15,000英畝（61平方）的土地。他目前以位於北愛爾蘭蒂龍郡紐頓斯圖斯特附近的巴倫斯考特城堡作為辦公場所。阿伯康公爵爵位屬於愛爾蘭貴族爵位，並無進入英國上議院的資格，但直到《1999年上議院法令》生效前他都以大不列顛貴族爵位中的阿伯康侯爵身份擔任上議院議員。他在2012年10月17日獲任命為嘉德勳章大臣。

## 家庭
1966年10月20日，詹姆斯·漢密爾頓與亞歷山德拉·阿納斯塔西婭·菲利普斯（1946－2018）於西敏寺舉行婚禮；英女王伊莉莎白二世亦有出席二人的婚禮，並由約克公爵安德魯王子等人擔任伴童。亞歷山德拉是哈羅德·菲利普斯中校與喬治娜·肯納德的長女、第六代威斯敏斯特公爵夫人娜塔莉亞的長姐。
公爵與公爵夫人育有兩子一女。